# Центральный автовокзал (Воронеж)
Центральный автовокзал — крупнейший автовокзал Воронежа. Расположен на Московском проспекте.

## Описание
Двухэтажное протяжённое здание было построено на пустыре в Коминтерновском районе в 1963 году по проекту архитектора Н. Я. Неведрова. Это был довольно крупный по тем временам объект, в который, помимо зала ожидания и служебных помещений, вошла гостиница на 75 мест и ресторан на 100 мест. Несмотря на то, что здание построено в эпоху хрущёвской борьбы с «архитектурными излишествами», оно несёт в себе черты недавно господствовавшего сталинского стиля, хотя и в значительно более скромных объёмах. Здание имеет ризалиты и пилястры на фасаде.

## Направления
С центрального автовокзала отправляются регулярные автобусы, в том числе и международные, в такие города как Москва, Луганск, Волгоград, Астрахань, Саратов, Севастополь, Ялта, Саранск, Дербент и другие. Также осуществляются рейсы в такие населённые пункты Воронежской области как Лиски, Россошь, Рамонь, Борисоглебск, Новохопёрск, Кантемировка, Таловая и другие. 